# Matasamudra, Challakere
Matasamudra là một làng thuộc tehsil Challakere, huyện Chitradurga, bang Karnataka, Ấn Độ.